# Common Desktop Environment
El Common Desktop Environment (CDE) és un entorn d'escriptori per a Unix i OpenVMS, basat en el giny Motif per al sistema de finestres X Window System. Fruit de la col·laboració de sis empreses: HP, IBM, SCO, SunSoft (subsidiària de Sun Microsystems), Univel i USL. Adoptant-se com a estàndard a les estacions de treball UNIX i emprat per la distribució Linux Red Hat. Suposà un salt endavant, fins aquell moment es treballava des de la línia d'ordres, aportant una experiència més accessible i uniforme. Inicialmement fou un programari de caràcter propietari, actualment de codi obert sota llicència GNU Lesser General Public License.